# Geninho
Eugênio Machado Souto, cunoscut ca Geninho (n. 15 mai 1948, Ribeirão Preto), este un antrenor brazilian de fotbal și fost fotbalist care juca pe poziția de portar.

## Palmares
Antrenor
- 1993 - Saudi Premier League (Al-Shabab)
- 1998 – Supertaça Cândido de Oliveira (Vitória de Guimarães)
- 2001 - Campeonato Brasileiro Série A (Atlético Paranaense)
- 2003 - Campeonato Paulista (Corinthians)
- 2006 - Campeonato Goiano (Goiás)